# Universitatea Jagiellonă

Universitatea Jagiellonă (în poloneză Uniwersytet Jagielloński, denumită în trecut și latină Studium Generale, Universitatea Cracovia, Academia Cracovia, Școala Principală a Coroanei, Școala Principală Cracovia) a fost înființată în 1364 la Cracovia de către Cazimir al III-lea, regele Poloniei, fiind cea mai veche universitate din Polonia, a doua ca vechime din Europa Centrală și una dintre cele mai vechi din lume.
În 1817 a fost rebotezată Universitatea Jagiellonă în memoria dinastiei Jagiellone din Polonia care a susținut și reînființat Universitatea din Cracovia în vremuri grele. În 2006 The Times Higher Education Supplement a plasat universitatea pe primul loc între universitățile poloneze, fiind pe locul 278 în lume în Top 500.

## Istorie
Regele Poloniei Cazimir al III-lea a realizat că țara are nevoie de o clasă de oameni educați, în special juriști care să codifice legile țării și să administreze tribunalele și oficiile. Eforturile sale de a înființa o instituție de învățământ superior în Polonia au fost răsplătite atunci când papa Urban al V-lea i-a acordat permisiunea de a deschide Universitatea din Cracovia. Charta Regală de Înființare a fost emisă la 12 mai 1364, și un document simultan a fost emis și de Consiliul orășenesc prin care s-au acordat privilegii pentru Studium Generale. Regele a finanțat o catedră de arte liberale, două de medicină, trei de drept canonic și cinci de drept roman, printr-o bursă trimestrială obținută din monopolul regal asupra salinelor de la Wieliczka. 
Dezvoltarea sa a fost întârziată de moartea regelui, dar mai apoi a fost reînființată (1400) de regele Władysław Jagiełło și de soția sa Jadwiga. Regina a donat universității toate bijuteriile ei, ceea ce a permis înscrierea a 203 studenți. Facultățile de astronomie, drept și teologie au atras cărturari eminenți: de exemplu, Stanisław din Skarbimierz, Paweł Włodkowic, Jan din Głogów și Albert Brudzewski, care între 1491 și 1495 i-a fost profesor lui Nicolaus Copernic. Universitatea Jagiellonă a fost prima universitate din Europa care a înființat catedre independente de  matematică și astronomie.

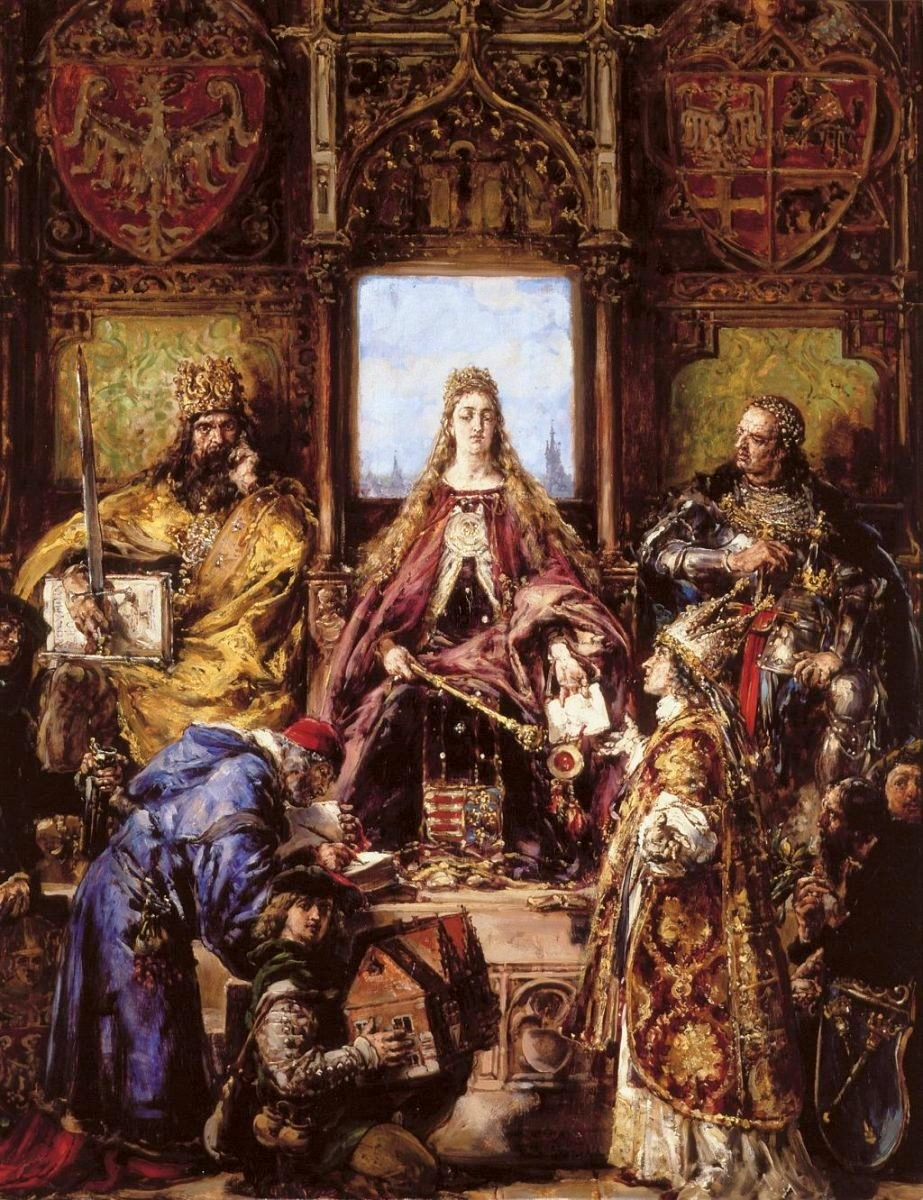
Înfiinţarea universităţii, pictură de Jan Matejko

De-a lungul istoriei, au studiat aici mii de studenți din toată Polonia, precum și din Lituania, Rusia, Ungaria, Boemia, Germania și Spania. În a doua jumătate a secolului al XV-lea, peste 40% din studenți proveneau din străinătate. Timp de câteva secole, practic întreaga elită intelectuală poloneză a fost educată la această școală.
Primul cancelar al universității a fost Piotr Wysz iar primii profesori erau cehi, germani și polonezi, majoritatea cu studii la Universitatea Carolină din Praga, Boemia. Până la 1520 Constanzo Claretti și Wenzel von Hirschberg introduseseră filologia greacă și se preda și limba ebraică. Epoca de aur a Universității din Cracovia a avut loc în timpul Renașterii Poloneze între 1500 și 1535, când a avut 3.215 studenți în primul deceniu al secolului al XVI-lea. Pe măsură ce popularitatea sa a scăzut, recordul a fost depășit abia spre sfârșitul secolului al XVIII-lea.
În 1846, după Revolta din Cracovia, orașul a fost anexat de Imperiul Austriac. Perspectiva închiderii universității a fost însă risipită în de un decret al împăratului austriac Ferdinand I. S-au adăugat noi clădiri, printre care și Collegium Novum (deschisă în 1887).
La 6 noiembrie 1939, 184 de profesori au fost arestați și deportați în lagărul de concentrare Sachsenhausen în timpul operațiunii cu numele de cod Sonderaktion Krakau. Universitatea, împreună cu restul școlilor superioare și secundare poloneze, a fost închisă pe toată durata celui de al Doilea Război Mondial. The faculty was also suppressed by the Communists in 1954.